# Albert Eriksson (konstnär)
Karl Albert Eriksson, född 30 augusti 1912 i Vittinge församling i Västmanlands län, död 18 januari 1994 i Burlövs församling i Malmöhus län, var en svensk konstnär. 
Frånsett en kortare studietid vid Otte Skölds målarskola var Eriksson autodidakt som konstnär. Tillsammans med Lars Kemner ställde han ut i Uppsala 1937 och 1939; med gruppen Fyra Uppsalakonstnärer deltog han i en utställning på Gummesons i Stockholm 1942. Han är representerad vid museum i Kalmar.
Han var från 1951 gift med konstnären Stina Håfström (1915–2012).